# Elisabeth Bernoulli
Elisabeth Bernoulli (Bâle, 9 décembre 1873 - 22 février 1935) est une orthophoniste et féministe suisse.

## Biographie
Elle fait partie de la Famille Bernoulli, qui s'est illustrée dans les mathématiques et la physique. Son frère est l’architecte Hans Bernoulli.
Elle rejoint la Ligue suisse des femmes abstinentes (BAF) en 1902. Elle président la branche de Bâle entre 1907 et 1912. Elle mène également des actions contre l’alcoolisme.
En 1923, elle se voit confier le secrétariat du comité central de la BAF, et en devient la présidente entre 1925 et 1929.
De 1923 à 1933, elle rédige le Wegweiser zur Frauenarbeit gegen den Alkohol, livre destiné à aider les femmes dans leur lutte contre l'alcoolisme.